# 欧洲汉萨博物馆
欧洲汉萨博物馆 (德語：Europäisches Hansemuseum)是德国吕贝克的一个关于汉萨同盟历史的博物馆，占地面积7,405平方（79,710平方英尺），是世界上关于该主题最大的博物馆。

## 历史
博物馆于2015年5月27日开幕。5月30日迎来第一位访客。

## 收藏和展览
博物馆包括昔日诺夫哥罗德、布鲁日、卑尔根和伦敦以及吕贝克等贸易港口的历史场景。

## 位置
博物馆位于世界遗产吕贝克老城区的北部，是一座13世纪多明我会城堡修道院的一部分，被称为 "德国北部最重要的中世纪古迹之一"。